# Nella Larsen

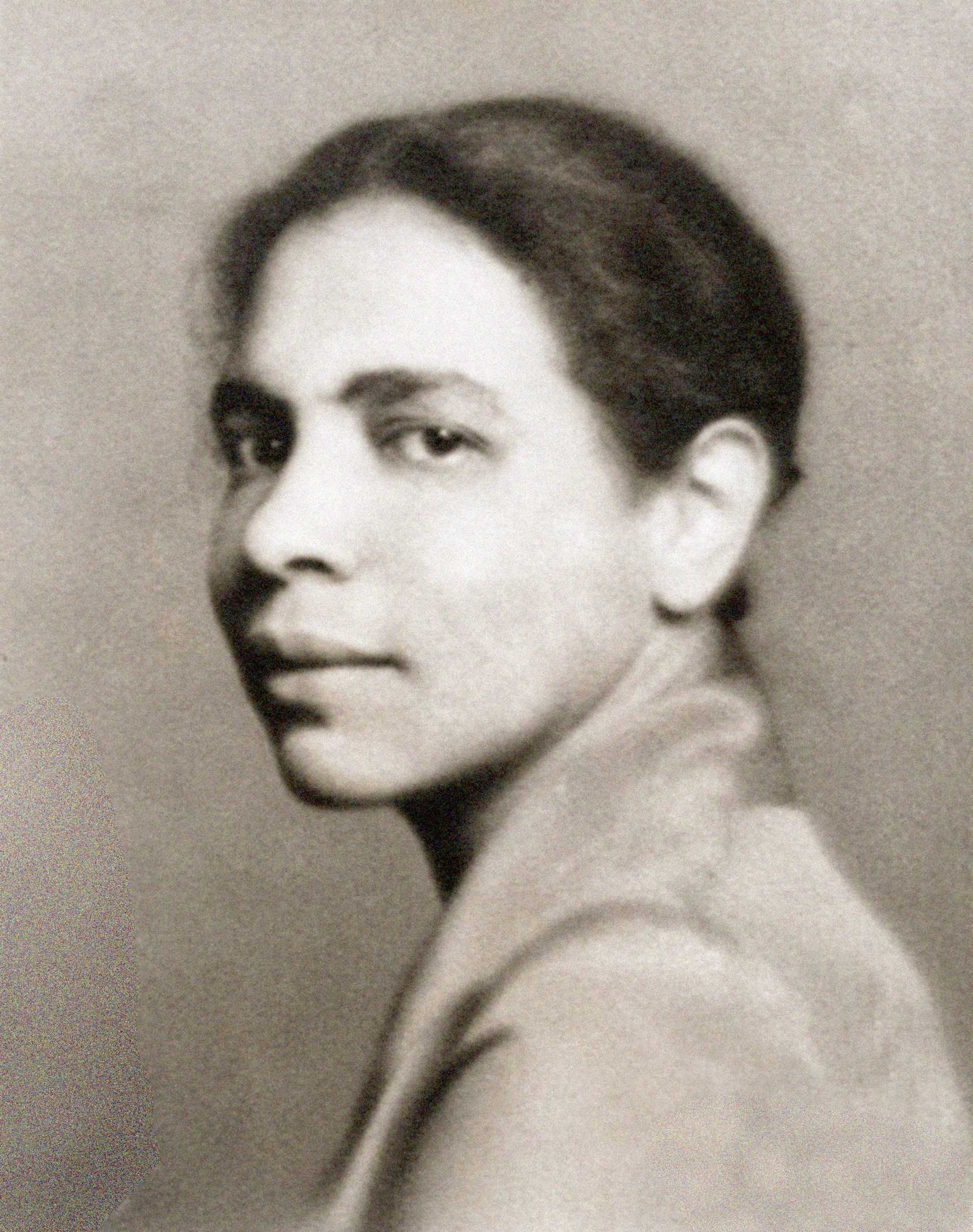
Nella Larsen, 1928

Nella Larsen, geboren als Nella Walker (Chicago, 13 april 1891 – New York, 30 maart 1964) was een Afro-Amerikaanse schrijfster. Ze behoorde tot de beweging van de Harlem Renaissance.

## Leven
Nella werd geboren als dochter van een naar Amerika geëmigreerde witte Deense moeder en Peter Walker, een kleurling uit Deens-West-Indië. Haar vader overleed toen ze twee was en haar moeder hertrouwde met de Deen Peter Larsen. Zo groeide ze uiteindelijk samen met haar halfzusje op als enige kleurlinge in een typisch wit middenstandsgezin te Chicago. Ze studeerde aan de Afro-Amerikaanse Fisk Universiteit in Nashville, Tennessee en later in Denemarken, aan de Universiteit van Kopenhagen. Na vier jaar keerde ze terug naar de Verenigde Staten en werd verpleegster in New York. Van 1915 tot 1916 gaf ze les aan de Universiteit van Tuskegee, Alabama, waar ze met de ideeën van Booker T. Washington in aanraking kwam, overigens vanuit een kritische houding.
In 1919 huwde Nella Elmer Imes, de tweede Afro-Amerikaan die een Ph.D. in natuurkunde behaalde. Ze gingen wonen in Harlem, waar ze uiteindelijk ging werken als bibliothecaresse. In die tijd begon ze veel te lezen (James Joyce, John Galsworthy, Walter White) en ook te schrijven. Eind jaren twintig groeide ze uit tot een prominent vertegenwoordigster van de Harlem Renaissance, hoewel ze haar vertegenwoordigers ook nadrukkelijk ‘op de hak’ nam. Na later ten onrechte gebleken beschuldigingen van plagiaat trok ze zich begin jaren dertig uit het literaire leven terug.
In 1933 scheidde ze van haar man. Door haar betrokkenheid met de Afro-Amerikaanse gemeenschap was ze bovendien vervreemd geraakt van haar familie. Ze leed aan depressies en trok zich op latere leeftijd steeds verder terug uit het openbare leven. In 1964 overleed ze, op 72-jarige leeftijd.

## Werk
Larsen heeft slechts een klein oeuvre nagelaten: twee romans en een aantal verhalen. Haar werk wordt niettemin gerekend tot het belangrijkste dat de Harlem Renaissance heeft voortgebracht.
Larsens eerste roman, Quicksand (Drijfzand) uit 1928 is enigszins autobiografisch. Het boek vertelt over de rusteloze, ontheemde halfbloed Helga Crane, die voortdurend op zoek is naar seksuele en sociale goedkeuring. Het verhaal beweegt zich via een zwarte school in het Zuiden via Chicago en New York naar Denemarken, waar haar zwartheid ineens wordt verheerlijkt op een exotisch, erotische, maar ook problematische wijze. Uiteindelijk trouwt ze met een predikant en trekt naar Zuid-Amerika, waar ze verzinkt in monotone huiselijke arbeid. Quicksand staat bekend als een van de eerste romans waarin een Afro-Amerikaanse vrouw in al haar kwetsbaarheid durft te dromen van genot en zelfontplooiing. De belofte van een hoopvolle toekomst wordt echter niet bewaarheid.
Larsens tweede roman, Passing (Voorbijgaand / Schutkleur) uit 1929, verkent de problemen van de raciale identiteit in New York aan het begin van de Twintigste Eeuw. Het boek kan deels ook gezien worden als een satire op de bourgeoisachtige vertegenwoordigers van de Harlem Renaissance. Hoofdpersoon Irene Redfield is een van hen en laat zich soms provocatief voorstaan op haar zwart zijn. Haar jeugdvriendin Claire Kennedy weet haar gemengde afkomst echter verborgen te houden en is getrouwd met een welgestelde, racistische Amerikaan. Claires ondermijning van de in Amerika strikt doorgevoerde eis van raszuiverheid en Irenes ambivalentie tegenover het aanpassingsgedrag van haar vriendin blijken uiteindelijk beide gevaarlijke en onstabiele krachten, welke enkel dienen om angst en onzekerheid te verhullen.
Larsens romans werden in 2018 naar het Nederlands vertaald door Lisette Graswinckel (uitgeverij Nieuw Amsterdam).

#### Romans
- 1928  Quicksand (Drijfzand voor de Nederlandse vertaling)
- 1929  Passing (Schutkleur voor de Nederlandse vertaling)

#### Verhalenbundels
- 1926  "Freedom"
- 1926  "The Wrong Man"
- 1930  "Sanctuary"